# Last (Agitation Free)
Last. was het derde en eigenlijk laatste muziekalbum van Agitation Free. Daarna verschenen wel nog opnamen die over waren gebleven en er kwamen diverse reünies. Ook van dit album verschenen in de compact disctijdperk meerdere heruitgaven. De heruitgave van Spalax (de eerste) had de hoes direct overgezet naar cd-formaat, derhalve is die nauwelijks leesbaar. De eerste twee nummers zijn opgenomen in 1973, het laatste nummer in 1974 te Berlijn. Het derde nummer is exact als de titel, een 22 minuten durende loop.

## Musici
- Lütz Ulbrich – gitaar
- Jörg Schwenke – gitaar
- Michael Günther – basgitaar
- Michael Hoenig – toetsinstrumenten
- Burghard Raush – zangstem, toetsinstrumenten, drums
- Dietmar Burmeister – slagwerk
- Gustl Lütjens – loops in tracks 3

## Muziek
| Nr. | Titel                         | Duur  |
| --- | ----------------------------- | ----- |
| 1.  | Soundpool                     | 8:47  |
| 2.  | Laila, part 2                 | 17:08 |
| 3.  | Looping IV (Erhard Grosskopf) | 22:45 |